# الطائر اليهودي
الطائر اليهودي هي قصة قصيرة للكاتب اليهودي الأمريكي برنارد مالامود. بطل الرواية هو غراب يدعى شوارتز، يعرّف نفسه على أنه طائر يهودي. هربًا من اضطهاد الطيور المعادية للسامية، يحاول شوارتز العثور على منزل مع عائلة يهودية في مدينة نيويورك.
على الرغم من كونه كريمًا ومحترمًا للأسرة، إلا أن الأب يضطهده أولاً، ثم يحاول قتل شوارتز. تم تفسير القصة على أنها قصة رمزية عن كراهية اليهود للذات.
نُشرت القصة لأول مرة في المراسل في 11 أبريل 1963، وتم جمعها في الحمقى أولا (1963).
ظهرت أيضًا في قارئ مالامود  (1967) ، وقصص مالامود (1983) ، و اثنين من الخرافات (1978) ، حيث ظهرت جنبًا إلى جنب مع "Talking Horse".
تم تكييف القصة على خشبة المسرح في مسرح غيشر الإسرائيلي ، إلى جانب حكايات أخرى ، تحت عنوان شوارتز وحيوانات أخرى.